# Will Lee (acteur)
Pour les articles homonymes, voir Will Lee et Lee.
Will Lee est un acteur américain  né le 6 août 1908 et décédé le 7 décembre 1982. Il reste surtout connu pour son rôle de l'épicier M. Hooper dans l'émission 1, rue Sésame dès sa création en 1969 et jusqu'à son décès en 1982.

## Ses débuts
Lee naît à Brooklyn et commence sa carrière d'acteur au théâtre. Dans les années 1930 il est membre du Group Theater, et joue dans Johnny Johnson, Night Music, Boy Meets Girl, The Time of Your Life (où il est Willie le passionné du flipper) et d'autres pièces sur Broadway. Il succède à John Garfield pour le rôle principal dans Golden Boy.
Lee est cofondateur du Theater of Action, et membre du Federal Theatre Project. Durant la Seconde Guerre mondiale, il est engagé dans les services spéciaux de l'armée en Australie et à Manille, organisant des spectacles pour les troupes et donnant les leçons de comédie.
Après la guerre, il apparaît dans la pièce Deer Park de Norman Mailer, et sur Broadway dans The Shrike, Once Upon a Mattress, Carnival!, Incident At Vichy et The World of Sholom Aleichem.

## Le maccarthisme et l'enseignement
Il commence à apparaître dans des films, avec quelques petits rôles dans Casbah (1948), A Song Is Born, Le Petit Fugitif (1953) et Cinquième Colonne (1942).
Mais il est victime du maccarthisme en tant que communiste notoire, et écarté du cinéma et de la télévision pendant cinq ans durant la « chasse aux sorcières ». Il obtient en 1956 le rôle du grand-père Hughes dans le soap opera As the World Turns, avant d'être finalement engagé en 1969 pour le rôle de M. Hooper dans 1, rue Sésame qu'il tiendra jusqu'à son décès en 1982.
Il enseigne à l'American Theatre Wing pendant neuf ans (l'un de ses étudiants est James Earl Jones) ainsi que dans la New School for Social Research, l'Université de Boston, et le Studio Uta Hagen-Herbert Berghof. Hormis 1, rue Sésame, ses dernières apparitions sont dans des téléfilms, ainsi que le second rôle du juge dans Daniel de Sidney Lumet (1983). On le voit également dans quelques publicités, notamment pour Atari dans le rôle d'un grand-père auquel son petit-fils apprend à jouer à Pac-Man, ou encore pour du jus d'orange d'Ocean Spray.

## L'impact de M. Hooper
En 1969, il commence à interpréter le rôle de M. Hooper l'épicier dans l'émission pour enfants Sesame Street. « Il a fait comprendre à des millions d'enfants que les vieux et les jeunes ont beaucoup de choses à se dire » dira Joan Ganz Cooney, président du Children's Television Workshop.
D'après un sondage du New York Times, le personnage de M. Hooper était le personnage en chair et en os de 1 rue Sésame le plus connu du jeune public. Son nœud papillon et ses lunettes à monture d'écaille le rendaient unique.
Dans un article paru dans Time le 23 novembre 1970 à la fin de la première saison de l'émission, Lee exprime ses impressions sur 1 rue Sésame : « J'étais enchanté d'avoir le rôle de M. Hooper, l'épicier bourru au grand cœur. C'est un rôle important et il permet beaucoup de souplesse. Mais le spectacle a quelque chose de plus, ce quelque chose qu'on ne trouve que dans le meilleur du théâtre, cette impression d'une influence sans limites,. »
En plus d'être un des personnages principaux de 1 rue Sésame pendant plus de 10 ans, Lee interprète aussi M. Hooper lors d'émissions spéciales pour Noël, des caméos, des apparitions au théâtre, des cortèges (notamment le Macy's Thanksgiving Day Parade de 1982) et de nombreux disques.
En 1978, lors de l'émission spéciale pour la veille de Noël, Lee révèle que le personnage de M. Hooper est juif, tout comme lui-même.
Il enregistre ses dernières émissions en novembre 1982, mais son décès fera l'objet d'une émission supplémentaire dans laquelle divers personnages expliquent à Big Bird que M. Hooper est mort.
D'après sa nécrologie dans le New York Times, les enfants le reconnaissaient dans la rue et s'exclamaient « Comment êtes-vous sorti de la télévision ? » ou lui exprimaient leur affection. Il affirmera en 1981 : « En dehors de la joie que l'on éprouve en aidant tant d'enfants, leur reconnaissance fait chaud au cœur. »

## La mort de M. Hooper
Lorsque Lee meurt à l'âge de 74 ans d'une crise cardiaque, les producteurs de 1 rue Sésame (le Children's Television Workshop) se demandent comment gérer la disparition d'un des acteurs les plus populaires de l'émission. Après avoir considéré diverses possibilités, ils décident de faire également mourir le personnage de M. Hooper, et d'utiliser cet épisode pour enseigner à son jeune public que la mort est une composante naturelle de l'existence. 
L'épisode n° 1839, intitulé plus tard « Adieu, M. Hooper », est diffusé le 24 novembre 1983, le jour de Thanksgiving. La disparition de M. Hooper (donc de Will Lee) y est annoncée par Big Bird, qui présente son portrait :
— Épisode n° 1839 : [vidéo] « Disponible », sur YouTube (à partir de 44m15s)  
Cette émission sera considérée lors des Daytime Emmy Awards comme l'un des 10 moments les plus mémorables de la télévision de journée. En effet, l'émission est préparée avec une excellente délicatesse et assez de précaution pédagogique. Après l'annonce de Big Bird, au lieu de larmes, sont présentes les pépites d'eau sur de belles fleurs et plantes. L'épisode termine avec l'arrivée d'un nouveau-né, Leandro, en donnant aux enfants l'espérance et la joie, après la mort de M. Hooper, très aimé par les enfants.